# Magaz
Magaz är en ort i Spanien.   Den ligger i provinsen Provincia de Palencia och regionen Kastilien och Leon, i den centrala delen av landet, 180 km norr om huvudstaden Madrid. Magaz ligger 729 meter över havet och antalet invånare är 788.
Terrängen runt Magaz är huvudsakligen platt, men söderut är den kuperad. Runt Magaz är det mycket glesbefolkat, med 7 invånare per kvadratkilometer. Närmaste större samhälle är Palencia, 8,5 km väster om Magaz. Trakten runt Magaz består till största delen av jordbruksmark.